# Болярка (Ємільчинська селищна громада)
Боля́рка (до 1946 року — Просіцька Болярка) — село в Україні, у Ємільчинській селищній територіальній громаді Звягельського району Житомирської області. Кількість населення становить 108 осіб (2001). У 1926—86 роках — адміністративний центр однойменної сільської ради.

## Географія
Розташоване за 15 км від Ємільчиного та 40 км від залізничної станції Яблунець.

## Населення
На початку 20 століття кількість населення становила 178 осіб, дворів — 20, у 1906 році в селі налічувалося 270 жителів та 27 дворів, станом на 1923 рік в поселенні нараховано 47 дворів та 314 мешканців.
Станом на 1972 рік кількість населення становила 262 особи, дворів — 77.
Відповідно до результатів перепису населення СРСР, кількість населення, станом на 12 січня 1989 року, становила 139 осіб. Станом на 5 грудня 2001 року, відповідно до перепису населення України, кількість мешканців села становила 108 осіб.

## Історія
На початку 20 століття — пол. Prosiecka Balarka, село Сербівської волості Новоград-Волинського повіту.
У 1906 році — Просіцька Болярка (рос. Болярка-Просецкая), сільце Сербівської волості (1-го стану) Новоград-Волинського повіту Волинської губернії. Відстань до повітового центру, м. Новоград-Волинський, становила 34 верст, до волосного центру, с. Серби — 8 верст. Найближче поштово-телеграфне відділення розташовувалося в містечку Емільчин.
У 1923 році увійшло до складу новоствореної Покащівської сільської ради, котра, від 7 березня 1923 року, стала частиною новоутвореного Городницького району Житомирської округи. Розміщувалося за 26 верст від районного центру, міст. Городниця, та за 2 версти — від центру сільської ради, колонії Покащів. 26 березня 1925 року включена до складу новоствореної Заровенської сільської ради Городницького району. 20 березня 1926 року адміністративний центр ради перенесено до с. Болярка з перейменуванням ради на Болярську. 22 лютого 1928 року, в складі сільської ради, увійшло до Емільчинського (згодом — Ємільчинський) району.
Під час сталінських репресій в 30-і роки минулого століття органами НКВС було заарештовано та позбавлено волі на різні терміни 18 мешканців села, з яких 10 чол. розстріляно.
7 червня 1946 року село перейменоване з Просіцької Болярки на Болярку.
На фронтах Другої світової війни воювали 75 селян, 23 з них загинули, 38 нагороджено орденами та медалями. Згодом збудовано пам'ятник загиблій родині місцевого партизана Конопацького.
В радянські часи в селі розміщувалася центральна садиба колгоспу, який мав у користуванні 1,6 тис. га угідь, з них 900 га ріллі. Колгосп мав м'ясо-молочний напрямок тваринництва, вирощував зернові культури, льон та картоплю.
В селі були 8-річна школа, клуб, бібліотека, фельдшерсько-акушерський пункт, дитячі ясла та магазин.
14 квітня 1986 року, відповідно до рішення Житомирського облвиконкому № 144 «Про деякі питання адміністративно-територіального устрою», внаслідок ліквідації Болярської сільської ради, село передане до складу Великоцвілянської сільської ради Ємільчинського району.
У 2020 році, відповідно до розпорядження Кабінету Міністрів України № 711-р від 12 червня 2020 року «Про визначення адміністративних центрів та затвердження територій територіальних громад Житомирської області», територію та населені пункти Великоцвілянської сільської ради включено до складу Ємільчинської селищної територіальної громади Новоград-Волинського району Житомирської області.